# قضية قصر الاتحادية 2014
تعرف قضية الإتحادية باعتبارها واحدة من القضايا التي أثارت جدلاً قانونياً واسعاً في مصر بالأونة الأخيرة وذلك حينما اتجه ألاف المتظاهرين إلى قصر الإتحادية حيث المقر الرئاسي بالقاهرة مطالبون بإلغاء قانون التظاهر الذي كان قد صدر حديثاً وقتها. انطلقت تلك المسيرة يوم السبت الموافق 21 يونيو 2014 كجزء من فعاليات اليوم العالمي للتضامن مع المعتقلين المصريين. وبينما كانت مطالبها الرئيسية إلغاء قانون التظاهر والإفراج عن معتقلي الرأي بما فيهم الناشط الحقوقي البارز علاء عبد الفتاح إلا أنها سرعان ما تعرضت للهجوم من قبل قوات الأمن التي استخدمت الغاز المسيل للدموع وألقت القبض على مايقرب من 30 ناشط وناشطة من بينهم المدافعة عن حقوق الإنسان والمكرّمة دولياً يارا سلاّم، الناشطة والمخرجة الشابة سناء سيف وكذلك الراقص المعاصر محمد أنور والمعروف باسم (أنّو).

## المسيرة والمعتقلون والمعتقلات
في 24 نوفمبر 2013 قام الرئيس المؤقت وقتها (عدلي منصور) بإصدار قانون جديد للتظاهر والذي عُرِف باسم (قانون 107 لعام 2014). القانون الذي تم تمريره بشكل سلطوي في ظل غياب لأي سلطة منتخبة بشكل ديموقراطي يعطي الحكومة قوى كاسحة للموافقة على أو منع أي مظاهرة. إلى جانب تلك الصلاحيات التي يمنحها القانون للحكومة فهو ينص أيضاً على عقوبات بالحبس من عامين إلى خمس أعوام ينالها أي تظاهرات من شأنها تعطيل المصالح العامة. سرعان ما تم تطبيق القانون للزج بمعارضين بارزين مثل علاء عبد الفتاح والمحامية الحقوقية ماهينور المصري إلى جانب عدد كبير من المتظاهرين السلميين المعارضين للحكومة.
كل ماسبق دفع عدد من الناشطات والنشطاء المصريين، إلى الدعوة ليوم تضامن عالمي ضد قانون التظاهر وفي يوم السبت الموافق 21 يونيو 2014 والذي اختير ليكون يوم التضامن تجمع مئات من المتظاهرين في منطقة هليوبوليس بـالقاهرة وبدأوا التحرك صوب القصر الرئاسي. من جانبها أطلقت قوات الأمن الغاز المسيّل للدموع، وألقت القبض على 30 من المتظاهرين والمتظاهرات ثم تم إطلاق سراح عدد قليل منهم. بعض من المطلق سراحهم أخبروا منظمة حقوقية محلية أن "عدد من المتظاهرين المقبوض عليهم قد تعرضوا للضرب والتهديد بأن يتم معاقبتهم بتهمة الانضمام لجماعة الإخوان المسلمين المحظورة أو حركة 6 ابريل. كان الرقم النهائي للذين تم القبض عليهم 24 متظاهر/متظاهرة يوم مسيرة الإتحادية والتحفظ عليهم في قسم شرطة هليوبوليس (مصر الجديدة) بما في ذلك قاصراً تم محاكمته فيما بعد بشكل منفصل عن باقي المتظاهرين مما يجعل الإجمالي (17 متظاهراً و7 متظاهرات) هم/هنّ:
- يارا سلام
- سناء سيف
- حنان مصطفى محمود
- سلوى محرز
- سمر إبراهيم
- ناهد شريف (والمعروفة باسم ناهد بيبو)
- فكرية محمد
- محمد أنور مسعود مفتاح (المعروف بـ أنّو)
- إبراهيم أحمد السيد
- أحمد سمير محمود محمد (والمعروف بأبو سمرة)
- محمد أحمد يوسف سعد (والمعروف بميزة)
- إسلام توفيق محمد (والمعروف بجيفارا)
- عمر أحمد محمد محمود موسى
- أحمد محمد عبد الحميد عرابي
- إسلام محمد عبد الحميد عرابي
- معتز محمد منصور
- كرم مصطفى ياسين حلمي (والمعروف بـ أورتيجا)
- محمد البيالي
- مصطفى محمد إبراهيم
- بسام محمد علي السعيد
- ياسر سعيد فضل القط (المعروف بياسر القط)
- محمد السعيد محمد العربي
- محمود هشام حسين عبد العزيز
- مؤمن محمد رضوان

## الإجراءات
22 يونيو 2014: قامت نيابة مصر الجديدة بتمديد حبس المتظاهرين/ات ليوم 23 يونيو على ذمة التحقيق. التهم التي تم توجيهها لهم/هنّ كانت:
1. الاشتراك في تجمهر الغرض منه تعطيل تنفيذ القوانين.
2. التأثير على السلطات العامة وذلك أثناء تأدية عملها.
3. إحراز أدوات من شأنها إحداث الموت إذا استعملت بصفة أسلحة.
4. تنظيم مظاهرة بدون إخطار على الوجه المقرر قانونيًا.
5. تعطيل مصالح المواطنين والمواصلات والأعتداء على الممتلكات العامة والخاصة.
6. حيازة مواد حارقة ومفرقعات أثناء الأشتراك في تلك المظاهرة.
7. إستعراض القوة واستخدام العنف بقصد ترويع المواطنين وتخويفهم.
8. الإتلاف العمدي للممتلكات العامة.
9. حيازة مواد مفرقعة بدون ترخيص، وحيازة أدوات تستخدم في التعدي على الأشخاص بدون مسوغ قانوني.[5][6]

24 يونيو 2014: قامت قوات الشرطة بنقل المتظاهرات إلى سجن القناطر بينما قامت بنقل المتظاهرين إلى سجن طرة البالغ التعقيد من حيث تكنيكاته الأمنية وذو التاريخ سيء السمعة المرتبط بحجز السجناء السياسيين، نقل المتظاهرين والمتظاهرات إلى السجن جاء قبل يوم من جلسة النيابة التالية.
25 يونيو 2014: قامت نيابة هليوبوليس العامة بتحويل قضية الـ23 متظاهر ومتظاهرة (مدافعين ومدافعات عن حقوق الإنسان) إلى محكمة جنح مصر الجديدة حيث تم تحديد يوم 29 يونيو 2014 ليكون موعد أول جلسة بالمحكمة.
29 يونيو 2014: تم نقل جلسة المحاكمة من محكمة جنح مصر الجديدة إلى معهد أمناء الشرطة بـ (طرة) حيث قررت المحكمة تأجيل نظر القضية لجلسة 13 سبتمبر 2014. بالرغم من ذلك تم رفض طلب المحامين بإطلاق السراح المؤقت للمعتقلين/ات.
يوليو 2014: في شهر يوليو قام المجلس القومي لحقوق الإنسان والتابع للحكومة المصرية بإرسال محققين/ات لسجن القناطر لمقابلة المعتقلات على ذمة القضية وسؤالهن عن الطريقة التي يتم بها معاملتهن، الناشطات المحتجزات امتنعن عن مقابلة الزائرين/ات وقمن بتفويض يارا سلام وسلوى محرز لإخبارهم/هن بأنه (إذا أرادوا أن يعرفوا بحق كيف هو الوضع في السجن فعليهن أن يقابلن السجينات الأخريات واللاتي يواجهن ظروف أكثر قسوة وظلماً).
28 أغسطس 2014: انضمت الناشطة الشابة سناء سيف (20 عاماً) للعدد المتزايد من السجناء السياسيين الذين كانوا قد بدأوا إضراباً عن الطعام من خلف الأسوار للاحتجاج على أوضاعهم في المعتقل، سناء بدأت الإضراب بعد حضور جنازة والدها المحامي الحقوقي المعروف أحمد سيف الإسلام والذي وافته المنية يوم 27 أغسطس 2014.
29 أغسطس 2014: أرسل محمد أحمد يوسف سعد (المعروف بميزة) خطاباً من داخل سجن طرة لإعلان انضمامه للإضراب عن الطعام.
11 سبتمبر 2014: بدأت فكرية محمد إضرابها عن الطعام إلا أنه قيل مؤخراً أنها اضطرت لإيقاف الإضراب.
13 سبتمبر 2014: قامت المحكمة بتمديد فترة الحبس وتأجيل المحاكمة لجلسة 11 أكتوبر 2014.
11 أكتوبر 2014: قررت المحكمة تأجيل القضية لجلسة 16 أكتوبر مع تمديد فترة حبس المعتقلين/ات.
16 أكتوبر 2014: قررت المحكمة تأجيل القضية لجلسة 26 أكتوبر للنطق بالحكم مع تمديد فترة حبس المعتقلين/ات بعد أن شاهدت الفيديوهات التي قدمتها النيابة باعتبارها دليل ادانة، الجدير بالذكر أن مرافعات المحامين والذين كان منهم المرشح الرئاسي الأسبق خالد علي ونقيب المحامين سامح عاشور استمرت لنحو 6 ساعات وارتكزت على عدم دستورية قانون التظاهر بعد التعديل الجديد للدستور المصري خاصة وأن المحكمة الدستورية العليا تنظر حالياً في القضية التي تشكك في مدى شرعية قانون التظاهر.
26 آكتوبر 2014: حكمت محكمة جنح مصر الجديدة، المنعقدة بمعهد أمناء الشرطة في طرة بالحبس 3 سنوات وغرامة 10 آلاف جنيه وقضت المحكمة بتغريمهم التلفيات ووضعهم تحت مراقبة الشرطة لمدة 3 سنوات بعد خروجهم علي كل المتهمين في القضية

## ردود الفعل المحلية والدولية
طالبت العديد من المنظمات الدولية بالإفراج الفوري عن المعتقلين/ات منذ لحظة القبض عليهم/هن بما في ذلك منظمة العفو الدولية، هيومان رايتس ووتش (مراقبة حقوق الإنسان), اللجنة الأفريقية لحقوق الإنسان والشعوب وذلك إلى جانب العديد من المنظمات الأخرى.